# Grzegorz Ignatowski
Grzegorz Ignatowski (ur. 18 marca 1960 w Zduńskiej Woli) – były polski duchowny katolicki, teolog, doktor habilitowany nauk teologicznych, nauczyciel akademicki Społecznej Akademii Nauk w Łodzi.

## Życiorys
W 1986 ukończył studia teologiczne na Wydziale Teologii Katolickiego Uniwersytetu Lubelskiego Jana Pawła II i przyjął święcenia kapłańskie. Pełnił posługę kapłańską w parafiach archidiecezji łódzkiej. W 1997 uzyskał na Wydziale Teologicznym Akademii Teologii Katolickiej w Warszawie na podstawie napisanej pod kierunkiem Michała Czajkowskiego rozprawy pt. Odpowiedzialność za śmierć Jezusa w dokumentach kościelnych i polskich podręcznikach katechetycznych stopień naukowy doktora nauk teologicznych w zakresie teologii ekumenicznej. W 2006 na Wydziale Teologicznym Uniwersytetu Opolskiego na podstawie dorobku naukowego oraz rozprawy pt. Na drogach pojednania. Międzynarodowy Katolicko-Żydowski Komitet Łączności otrzymał stopień doktora habilitowanego nauk teologicznych.
Przeszedł do stanu świeckiego i został nauczycielem akademickim Wydziału Teologicznego Uniwersytetu Śląskiego oraz Społecznej Akademii Nauk w Łodzi. W tej ostatniej uczelni został dziekanem Wydziału Nauk Społecznych i Humanistycznych i kierownikiem Katedry Filozofii.